# Сьверже-Ґурне
Сьверже-Ґурне (пол. Świerże Górne) — село в Польщі, у гміні Козениці Козеницького повіту Мазовецького воєводства.
Населення — 1538 осіб (2011).
У 1975-1998 роках село належало до Радомського воєводства.

## Демографія
Демографічна структура станом на 31 березня 2011 року:
|          | Загалом | Допрацездатний вік | Працездатний вік | Постпрацездатний вік |
| -------- | ------- | ------------------ | ---------------- | -------------------- |
| Чоловіки | 790     | 147                | 604              | 39                   |
| Жінки    | 748     | 145                | 531              | 72                   |
| Разом    | 1538    | 292                | 1135             | 111                  |